# Mirror (canção de Porter Robinson)
"Mirror" é uma canção gravada pelo produtor musical estadunidense de música eletrônica Porter Robinson. Foi lançada em 26 de agosto de 2020 como o terceiro single de seu segundo álbum de estúdio, Nurture.

## Antecedentes e composição
| “ | Mirror é uma música sobre os custos de ser duro consigo mesmo. Todos nós temos esses avatares que damos às nossas vozes internas críticas [...] trata-se de reconhecer que a maioria dessas críticas é auto-infligida. Durante anos, eu estava imaginando a pior coisa que um crítico poderia dizer sobre minha música e olhando para o meu próprio trabalho da forma mais negativa possível como uma forma de me proteger das críticas, mas isso nunca me serviu. —Robinson na descrição do vídeo de "Mirror" no YouTube. | ” |

O videoclipe de "Mirror" estreou no YouTube em 9 de setembro de 2020. Robinson precedeu a estreia ao vivo do videoclipe com uma curta transmissão ao vivo onde respondeu a perguntas de seus espectadores e apresentou algumas músicas em seu piano. O videoclipe foi dirigido por Robinson e apresenta um avatar animado dele ilustrado por Hota.
Em uma crítica de Nurture para a Slant, Charles Lyons-Burt escreveu que canções como "Something Comforting" e "Mirror" "adicionam um dinamismo glitchy a canções inspiradoras muito trabalhadas [em Nurture]".

## Paradas musicais
| Paradas (2020)                                    | Posição de pico |
| ------------------------------------------------- | --------------- |
| Estados Unidos (Billboard Dance/Electronic Songs) | 32              |